# Kogia breviceps
Когія короткоголова (Kogia breviceps) — вид китоподібних ссавців з родини Когієвих.

## Середовище проживання
Kogia breviceps живуть у глибоких водах (зовнішній континентальний шельф і за його межами) від тропічних до помірно теплих зон усіх океанів.

## Опис
Kogia breviceps може сягати в довжину до 3,3 метра і важити до 400 кілограмів. Голова в довжину сягає понад 15 % довжини тіла. У нижній щелепі є від 20 до 32 вигнутих і дуже гострих зубів, верхня щелепа без зубів. Нижній бік вершковий, інколи рожевий, а спина й боки блакитно-сірі, є, однак, значне перемішування між двома кольорами.

## Поведінка
Мало відомо про їхній спосіб життя. Живуть поодинці або невеликими групами від трьох до шести тварин, раціон становлять переважно кальмари й ракоподібні. Імовірно, тварини чудові пірнальники, які ловлять їжу на глибинах від 200 до 1200 метрів.